# Desmatoneura frontalis
Desmatoneura frontalis är en tvåvingeart som först beskrevs av Christian Rudolph Wilhelm Wiedemann 1828.  Desmatoneura frontalis ingår i släktet Desmatoneura och familjen svävflugor. Inga underarter finns listade i Catalogue of Life.